# Ямаура, Маё
Ма́ё Ямау́ра (яп. 山浦 麻葉 Ямаура Маё, род. 29 апреля 1984, Миёта) — японская кёрлингистка.
В составе женской сборной Японии участник Олимпийских играх 2010 года; участник трёх чемпионатов мира, пяти Тихоокеанско-азиатских чемпионатов (дважды серебряный и трижды бронзовый призёр), бронзовый призёр зимней Универсиады 2007. Четырёхкратный чемпион Японии среди женщин.
В «классическом» кёрлинге (команда из четырёх человек одного пола) играла в основном на позиции второго.

## Достижения
- Тихоокеанско-азиатский чемпионат по кёрлингу: серебро (2007, 2009), бронза (2006, 2008, 2010).
- Чемпионат Японии по кёрлингу среди женщин: золото (2007, 2008, 2009, 2010), серебро (2011), бронза (2012).
- Зимняя Универсиада: бронза (2007).

## Команды
| Сезон   | Четвёртый       | Третий          | Второй          | Первый          | Запасной                                                       | Турниры                                                       |
| ------- | --------------- | --------------- | --------------- | --------------- | -------------------------------------------------------------- | ------------------------------------------------------------- |
| 2002—03 | Mikiko Tsuchiya | Маё Ямаура      | Shiho Tsuchiya  | Hitomi Tsuchiya | Teiko Sawai                                                    | ЧЯЖ 2003 (5 место)                                            |
| 2004—05 | Маё Ямаура      | Ayane Matsumura | Эми Симидзу     | Masumi Maruyama | Yuko Hishida                                                   | ЧЯЖ 2005 (6 место)                                            |
| 2005—06 | Маё Ямаура      | Ayane Matsumura | Masumi Maruyama | Yuko Hishida    |                                                                |                                                               |
| 2006—07 | Моэ Мэгуро      | Мари Мотохаси   | Маё Ямаура      | Сакурако Тэрада | Megumi Mabuchi тренер: Синъя Абэ                               | ТАЧ 2006                                                      |
| 2006—07 | Моэ Мэгуро      | Мари Мотохаси   | Маё Ямаура      | Сакурако Тэрада | Асука Ёго тренер: Синъя Абэ                                    | ЗУ 2007 · ЧЯЖ 2007 · ЧМ 2007 (8 место)                        |
| 2007—08 | Моэ Мэгуро      | Мари Мотохаси   | Маё Ямаура      | Котоми Исидзаки | Анна Омия тренеры: Синъя Абэ (ТАЧ, ЧМ), Fuji Miki (ТАЧ)        | ТАЧ 2007 · ЧЯЖ 2008 · ЧМ 2008 (4 место)                       |
| 2008—09 | Моэ Мэгуро      | Мари Мотохаси   | Маё Ямаура      | Котоми Исидзаки | Анна Омия тренеры (ТАЧ): Синъя Абэ, Fuji Miki                  | ТАЧ 2008 · ЧЯЖ 2009                                           |
| 2009—10 | Моэ Мэгуро      | Анна Омия       | Мари Мотохаси   | Котоми Исидзаки | Маё Ямаура тренер: Синъя Абэ                                   | ТАЧ 2009 · ЗОИ 2010 (8 место) · ЧЯЖ 2010 · ЧМ 2010 (11 место) |
| 2010—11 | Маё Ямаура      | Синобу Аота     | Анна Омия       | Котоми Исидзаки | Natsuki Saito (ТАЧ) тренеры (ТАЧ): Синъя Абэ, Sayori Takahashi | ТАЧ 2010 · ЧЯЖ 2011                                           |
| 2011—12 | Синобу Аота     | Маё Ямаура      | Анна Омия       | Котоми Исидзаки | Jyueri Sakurada                                                | ЧЯЖ 2012                                                      |
| 2012—13 | Синобу Аота     | Анна Омия       | Маё Ямаура      | Котоми Исидзаки | Natsuki Saito                                                  |                                                               |

(скипы выделены полужирным шрифтом)

## Частная жизнь
Училась в Университете Гунма.